# منطقه هوت-باسین
منطقه هوت-باسین (به لاتین: Hauts-Bassins Region) یک منطقهٔ مسکونی در کشور بورکینافاسو است.

## خصوصیات
منطقه هوت-باسین ۲۵٬۳۴۴ کیلومترمربع مساحت و ۱٬۴۱۰٬۲۸۴ نفر جمعیت دارد.